# Скаудвильское староство
Скаудви́льское староство (лит. Skaudvilės seniūnija) — одно из 8 староств Таурагского района, Таурагского уезда Литвы. Административный центр — город Скаудвиле.

## География
Расположено на западе Литвы, в северо-восточной части Таурагского района, на Жямайтской возвышенности.
Граничит с Мажонайским староством на западе, Батакяйским — на юге, Эржвилкским староством Юрбаркского района — на юге и юго-востоке, Нямакшчяйским староством Расейняйского района — на востоке, Пакражантским староством Кельмеского района — на северо-востоке, Бийотским староством Шилальского района — на севере, и Упинским староством Шилальского района — на северо-западе

## Население
Скаудвильское староство включает в себя город Скаудвиле и 66 деревень.